# Ostrovánky
Ostrovánky (en allemand : Ostrowanek, précédemment Ostrawsko) est une commune du district de Hodonín, dans la région de Moravie-du-Sud, en République tchèque. Sa population s'élevait à 222 habitants en 2020.

## Géographie
Ostrovánky se trouve à 5 km au nord-ouest de Kyjov, à 22 km au nord-nord-ouest de Hodonín, à 39 km à l'est-sud-est de Brno et à 223 km au sud-est de Prague.
La commune est limitée par Nechvalín au nord, par Bukovany à l'est, et par Sobůlky au sud et par Věteřov à l'ouest.

## Histoire
La première mention écrite de la localité date de 1141.